# Edificio de la Biblioteca Estatal de Berlín en Unter den Linden
La Biblioteca Estatal Unter den Linden es uno de los dos edificios principales de la Biblioteca Estatal de Berlín, el Haus Unter den Linden. Está situado en el bulevar Unter den Linden 8 en el distrito berlinés de Mitte. Fue erigido entre 1903-1914 por Ernst von Ihne en estilo neobarroco, y hasta 1945 fue la sede de la Biblioteca Estatal Prusiana y la Biblioteca Universitaria, así como de la Academia de Ciencias de Prusia. Después de sufrir graves daños en la Segunda Guerra Mundial y una demolición parcial en la era de la RDA, fue completamente renovada entre 2005-2019. Desde la reunificación alemana alberga partes de la Biblioteca Estatal de Berlín y la Academia de Ciencias de Berlín-Brandenburgo. Es uno de los edificios más grandes de Berlín.

## Historia
El edificio fue encargado para albergar la Biblioteca Real, que anteriormente tenía su sede en el edificio opuesto en Opernplatz, en lugar del Royal Marstall, por Guillermo II, y entre 1903-1914 Ernst von Ihne construyó un nuevo edificio de estilo neobarroco. 
El interior contaba con imponentes escaleras, las salas de administración con parquet y paneles de madera oscuros, mientras que el antiguo salón de baile (hoy Wilhelm von Humboldt Hall) situado sobre la entrada principal y otras salas nobles estaban elaboradamente decoradas.
En la Segunda Guerra Mundial, la cúpula, la sala de lectura de la universidad y la cúpula fueron gravemente dañadas por las bombas. La sala de lectura se aseguró inicialmente con un techo de emergencia en 1955, pero luego se demolió junto con la sala de lectura de la universidad en 1977. En lugar de las históricas salas de lectura que Ihne había creado a partir de los modelos de la Biblioteca Nacional de Francia, la British Library y la Biblioteca del Congreso de Estados Unidos, se cosntruyeron cuatro almacenes en los que había espacio para el crecimiento permanente de la colección, pero que de ninguna forma podían compensar la falta de una sala de lectura espaciosa y céntrica. Desde la reunificación, el edificio ha albergado en gran parte la Biblioteca Estatal de Berlín, así como la biblioteca de la Academia de Ciencias de Berlín-Brandenburgo se encuentra en el ala sureste.  

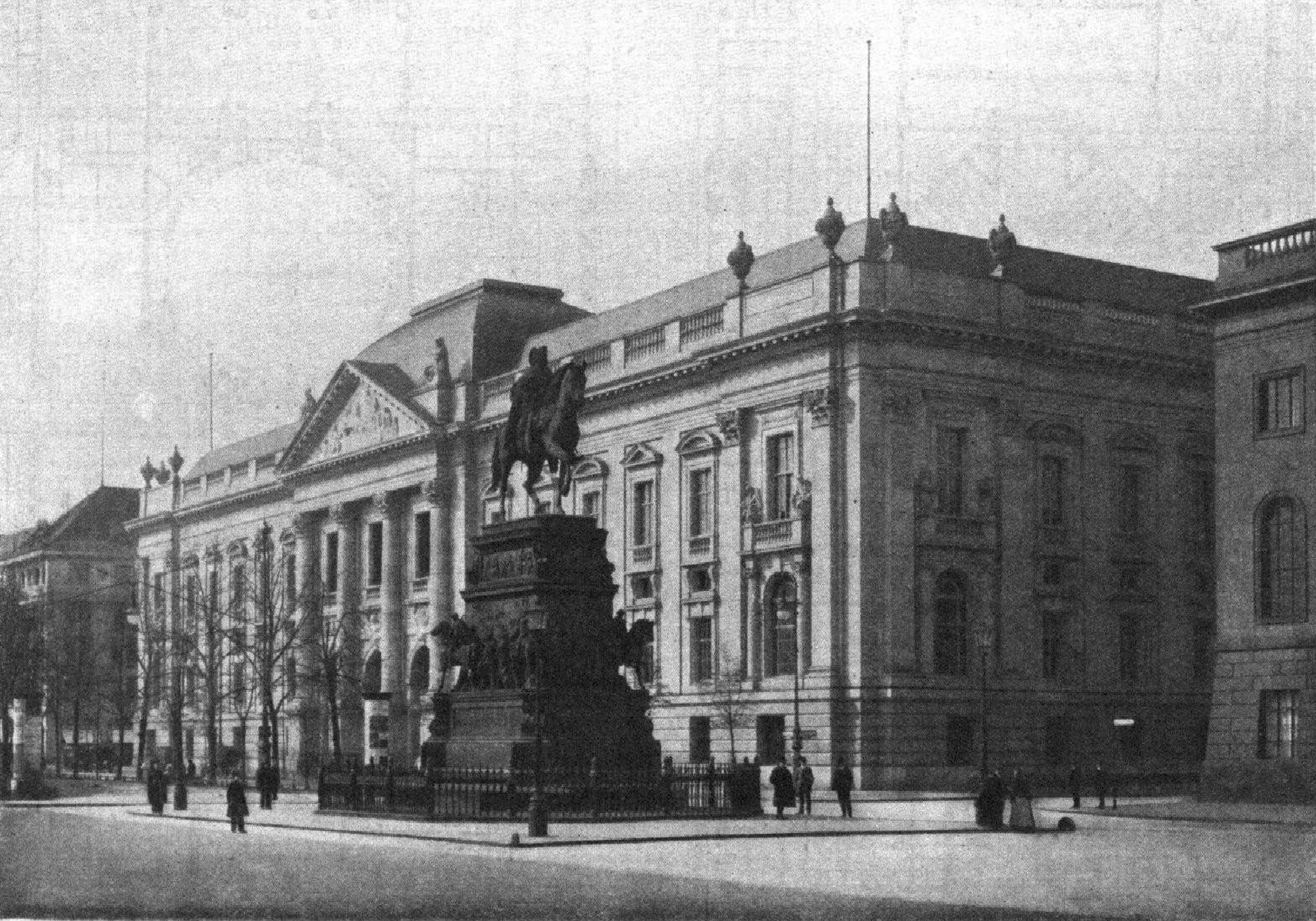
Vista del edificio alrededor de 1900, frente a él una estatua ecuestre de Federico el Grande
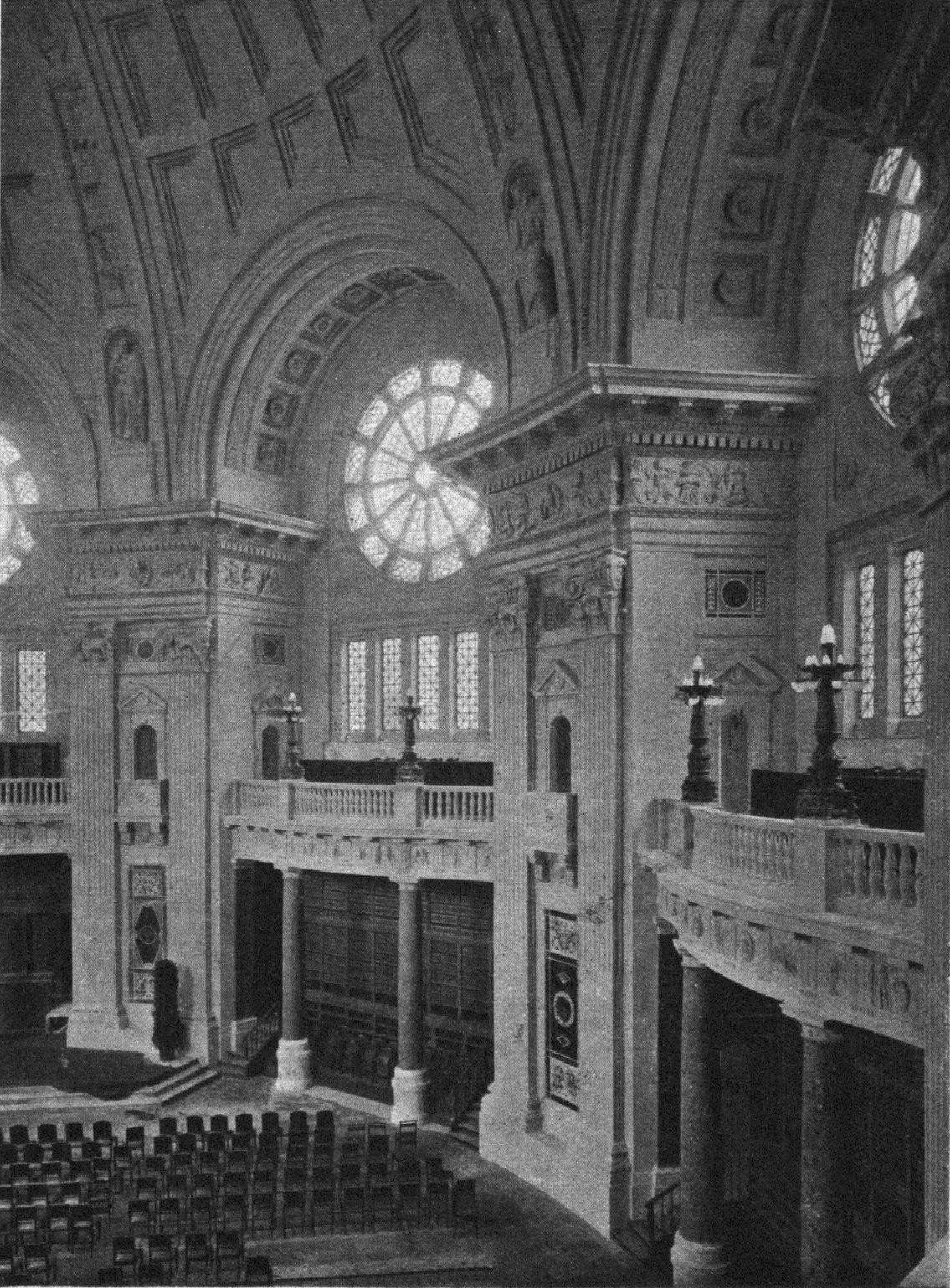
Vista de la sala de lectura de la cúpula alrededor de 1900
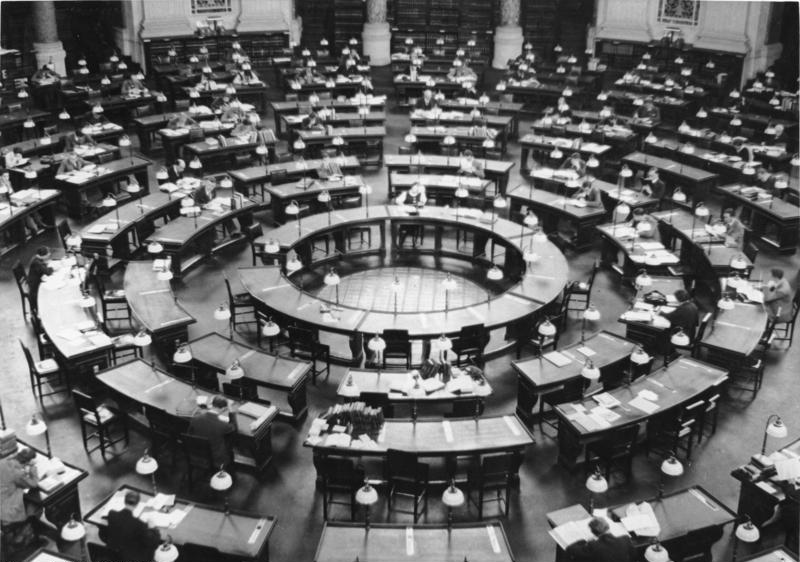
Sala de lectura domo antes de la Segunda Guerra Mundial
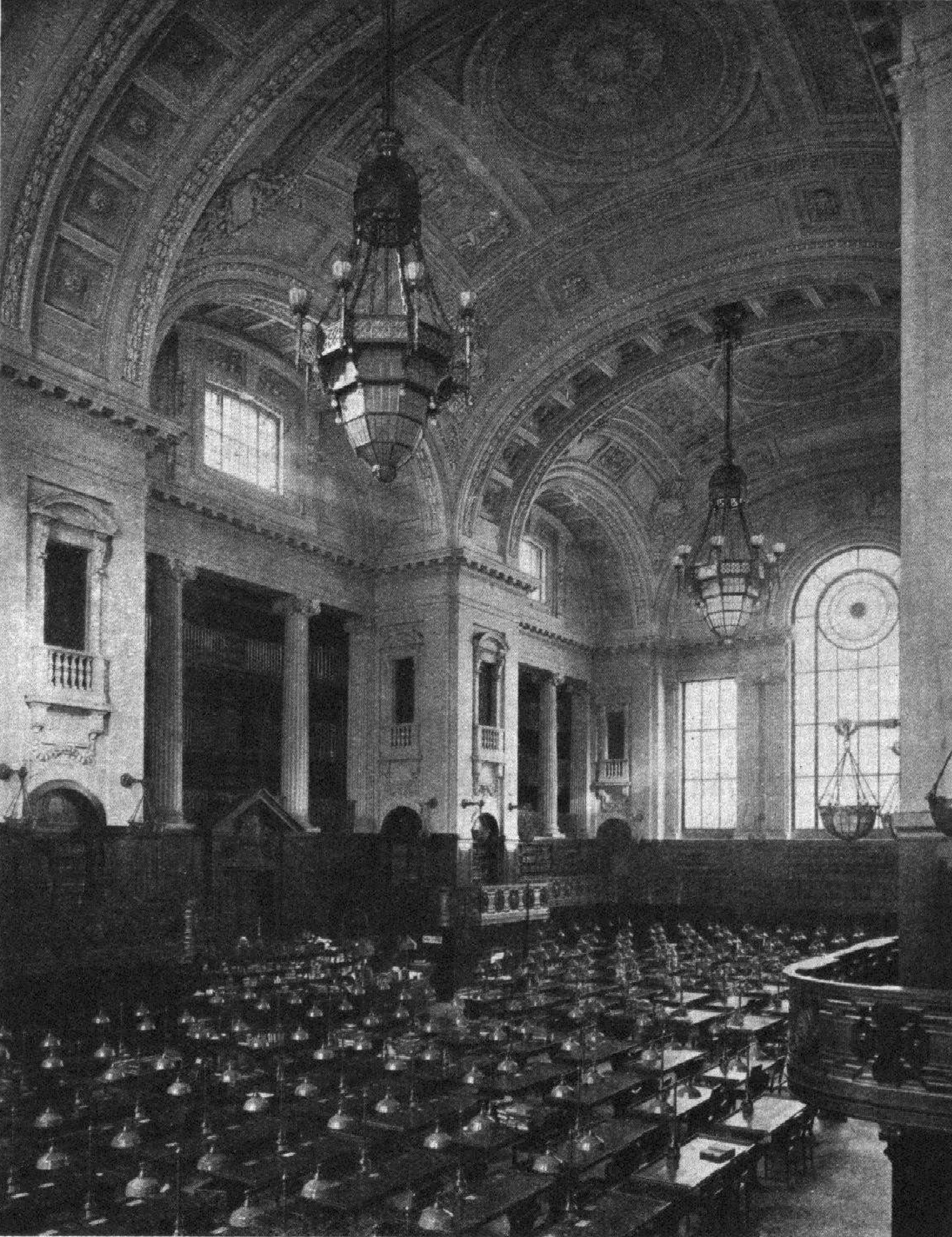
Vista de la sala de lectura de la universidad hacia 1900
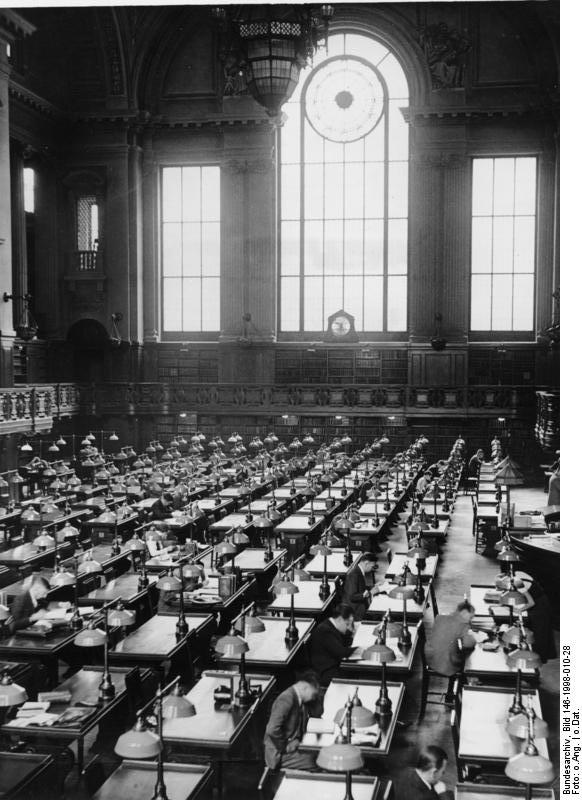
Sala de lectura universitaria antes de la Segunda Guerra Mundial

### Renovación
Entre 2005 a 2019, el edificio fue sometido a una importante intervención que costó alrededor de 470 Millones de euros, según los planes de HG Merz. Fue construida una nueva sala de lectura general diseñada como un cubo de vidrio, así como la sala de lectura de libros raros y los almacenes, demoliéndose los antiguos. La cúpula sobre el avant-corps central se reconstruyó fiel al original, la bóveda de cañón del vestíbulo de la escalera y la cúpula del vestíbulo se reconstruyeron de forma simplificada. Se espera que se haga un museo de sobre biblioteca en la planta baja para 2022. Después de reubicar y fusionar las secciones reubicadas, el edificio se inauguró el 25 de enero de 2021. Debido a la pandemia de COVID-19, solo fue posible realizar una ceremonia digital en presencia del presidente del Bundestag, Wolfgang Schäuble, y la ministra estatal de Cultura, Monika Grütters, la casa ha estado abierta desde junio de 2021.

## Descripción
Sobre una planta baja con paramentos rústicos se alza una fachada de aires clásicos, que aparenta tres pisos, cuando tiene doce pisos. La fachada principal está estructurada con un avant-corps central con columnas corintias de orden gigante, habiendo pilastras colosales en los avant-corps de los extremos. Junto al tímpano se encuentra el relieve El arte y la tecnología rinden homenaje a Atenea obra de Otto Lessing, junto con las otras de la fachada.
El patio principal se conservó en su estado original a pesar de la guerra y al administración comunista, con fuentes, caminos y zonas verdes. La vegetación de su fachada con vid silvestre probablemente se remonta a la época imperial. Los faroles de las entradas principales y las rejas de hierro forjado del Lindenhalle también son originales. En la era de la RDA, la escultura y los trabajadores de lectura en relieve de Werner Stötzer se colocaron en el patio.

## enlaces web
- Staatsbibliothek Unter den Linden - Portal oficial de la capital
- Biblioteca estatal Unter den Linden - Oficina federal de planificación regional y de construcción
- Datos de construcción de la biblioteca estatal Unter den Linden
- Casa Unter den Linden de la Biblioteca Estatal de Berlín
- Canal de YouTube de la Biblioteca Estatal de Berlín
- Entradas en la lista de monumentos del estado de Berlín: